# Yves Jacquin Depeyre
Yves Jacquin Depeyre, né le 26 février 1957 à Annonay, est un économiste français. Il est gérant de plusieurs Groupements Forestiers et Président des Sociétés, Électricité du Soleil du Bassin et Centrale Photovoltaïque de Caudos. Il est également président du groupe familial qu'il a fondé, Ylliade Groupe, ainsi que de la Fondation Jacquin Depeyre.

## Biographie

### Jeunesse et études
Après avoir suivi une double formation simultanée en économie et en droit à l'Université Paris II, Yves Jacquin Depeyre a d’abord exercé en tant qu’avocat à partir de 1979.

### Parcours professionnel
En 1980, il crée l'Association Française d'Écolonomie avec pour ambition de réconcilier écologie et économie.
En 1983, il fonde la SARF, puis en 1995, Ylliade Groupe, dont il est depuis le Président.
En 2005, il devient gérant du Groupement Forestier Jacquin Depeyre,.
En 2009, la tempête Klaus ayant détruit une grande partie de sa forêt, il s’engage dans le reboisement de celle-ci sur plus de 1.000 ha et décide en même temps de réaliser une centrale solaire sur une des parcelles dévastées. Cette première centrale solaire, mise en service en 2011, est toujours exploitée par la société Centrale Photovoltaïque de Caudos dont Yves Jacquin Depeyre est le Dirigeant,.
En 2013 et 2017, deux autres centrales solaires voient le jour,,,,,,. Elles sont exploitées par la société Électricité du Soleil du Bassin dont Yves Jacquin Depeyre est également le Dirigeant.
En janvier 2016, Yves Jacquin Depeyre publie La Réconciliation Fiscale aux éditions Odile Jacob. Dans cet ouvrage, il lance l'idée de remplacer l'Impôt de solidarité sur la Fortune par une contribution assise sur les seuls biens immobiliers,,,,,,,.
Selon Nicolas Schimel, membre du mouvement La République en marche ! et de l'équipe de campagne d'Emmanuel Macron, cette idée est reprise dans le programme présidentiel sous la dénomination d'Impôt sur la Fortune Immobilière (IFI).
Il est président des associations "Les Restaurants des Enfants",,,, et "SOS Maman bébé" » qu’il fonde en France et vice-président de leurs représentants au Cambodge où se déploie l'action de ces ONG.
Il décide en 2021 de s'afficher dans les rues de Paris avec son poster publicitaire : la REVOLUTION de SOLAIRE, l'écologie, du fétiche à la réalité.

## Publications

### Ouvrages
La Révolution du Solaire, Paris, Éditions Odile Jacob, 24 février 2021
La Réconciliation Fiscale, Paris, Éditions Odile Jacob, 27 janvier 2016.

### Articles
- Centrales solaires : danger ou opportunité ? », Forêt de Gascogne, Le Journal de la Forêt Cultivé, juillet 2018[33]
- Quelles tailles de centrales solaires voulons-nous en France ?, L'Actualité du Solaire, 29 janvier 2018[34]
- « Le passage de l’ISF à l’IFI réconcilie notre système fiscal avec l’efficacité économique » - Le Monde, 15 juin 2018[35]
- Le vrai coût pour la France de l'exode fiscal - Les Echos, 3 janvier 2018[36]
- Sur la réforme de l’ISF : « Enfin une incitation à rentrer au bercail » – Le Monde, 3 octobre 2017[37]
- L’impôt sur la fortune immobilière n’a rien d’inquiétant, Le Figaro, 17 avril 2017[38]